# Anthony West

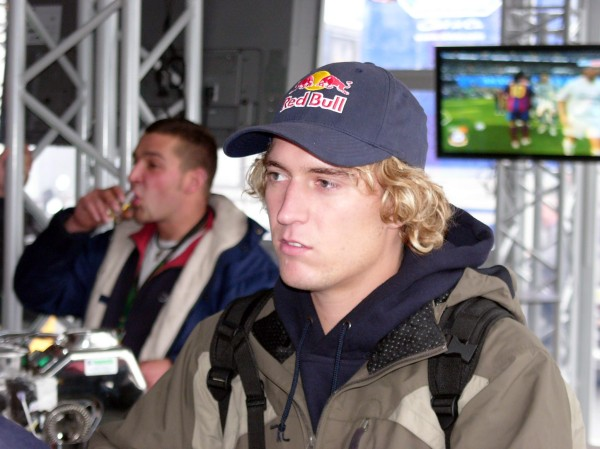
Anthony West

Anthony West, född den 17 juni 1981 i Maryborough, Queensland, är en australiensk roadracingförare. Han är känd för att vara duktig i regnrace. West gjorde VM-debut 1998 och har tävlat i olika klasser fram till 2016.

## Tävlingskarriär
West började tävla i dirt track 1993 och blev nationell mästare i två klassen 1996. Han bytte därefter gren till roadracing 1997 och gjorde VM-debut i 125-klassen på Phillip Island 1998. Samma år blev han australiensk mästare i 250-kubiksklassen. West blev ordinarie VM-förare i 250-kubiksklassen 1999. Han körde en TSR-Honda för Shell Advance Honda Team och blev tolva i VM. Säsongen 2000 körde han Honda och blev VM-sexa.
West klev därefter upp i kungaklassen 500GP där han körde en Honda V2 för Dee Cee Jeans Racing Team och blev 18:e i VM. Till säsongen 2002 lyckades han inte säkra en styrning och fick ta ett sabbatsår från VM-tävlandet. Till 2003 fick han en styrning på en Aprilia hos Team Zoppini Abruzzo i 250GP. Säsongen 2003 blev bra för West, speciellt i mitten då han tog tre raka pallplatser med sin första Grand Prix-seger på ett regnigt TT Circuit Assen som höjdpunkt. West blev sjua i VM. Han fortsatte i samma team 2004 men resultatnivån sjönk något och han kom elva i VM-tabellen. West fick därefter kontrakt med KTM som fabriksförare för att vara med och utveckla KTM:s nya 250GP-racer. Utvecklingen gick trögt och West kunde därför inte tävla första halvan av säsongen men vid KTM:s debut i Storbritanniens Grand Prix kom West tvåa i regnet på Donington Park. I torrt väder senar på säsongen blev det dock inga goda resultat. West lämnade KTM och körde 2006 en Aprilia 250 för Kiefer Racing. Han blev elva i VM.
West fortsatte i 250GP säsongen 2007 men hoppade in som ersättare för en skadad förare i Yamahas Supersport-team. Han körde tre race och vann två och blev trea i ett. Framgångarna gav West chansen att gå upp i MotoGP efter halva säsongen som ersättare för Olivier Jaque i Kawasakis fabriksstall. Det gick rätt bra för West som tog flera topp-tio-placeringar. Hans stundtals övertygande körning hösten 2007 fick Kawasaki att förlänga halvårskontraktet med "Westie". Kombinationen West och Kawasaki lyckades dock inte producera några anmärkningsvärda resultat 2008 förutom femteplatsen i Tjeckiens GP och Kawasaki förlängde inte kontraktet med West. Det gjorde kanske inte så mycket eftersom Kawasaki drog in sitt fabriksstall efter säsongen.
Säsongen 2009 körde West Supersport för Stiggy Honda. Han blev sjua i VM med två andraplatser som bästa resultat. han gick sedan tillbaka till Grand Prix-cirkusen. 2010 och 2011 körde han Moto2 för MZ.
Roadracing-VM 2012 fortsatte West i Moto2, för QMMF Racing Team på en motorcykel av fabrikat Speed Up. Vid Frankrikes Grand Prix den 20 maj lämnade West ett dopingprov som var positivt för den förbjudna substansen Methylhexaneamine. Internationella motorcykelförbundet beslöt 29 oktober att stänga av West en månad. Det överklagades av WADA som önskade 24 månaders avstängning. Idrottens skiljedomstol fattade beslut den 22 november 2013 - över ett år senare. Avstängningen fastställdes till 18 månader, men på grund av att så lång tid hade gått beordrades FIM istället att stryka Wests resultat från 20 maj 2012 till 19 oktober 2013 och ändra i resultatlistorna och VM-tabellerna. Innan domen hade West 2012 blivit tvåa i Malaysias och Australiens Grand Prixer och tagit 52 poäng, vilket hade givit en 16:e plats i VM. Säsongen 2013 hade han tagit 61 poäng och blivit 15:e i VM.
West fortsatte i Moto2 för QMMF Racing 2014. Han visade åter sin kompetens att köra motorcykel på våt bana när han vann på en regnig Assen TT Circuit. West blev 12:a i VM med 72 poäng. Även 2015 körde West Speed Up för QMMF Racing men fick avsked efter 13 av 18 deltävlingar. Det blev istället tre inhopp för skadade förare i MotoGP-klassen i slutet av säsongen.
Till 2016 fick inte West något kontrakt men gjorde framgångsrika inhopp i Superbike-VM och Supersport-VM.

## Segrar 250GP/Moto2
| Nr | Grand Prix | År   |
| -- | ---------- | ---- |
|    | 250GP      |      |
| 1  | TT Assen   | 2003 |
|    | Moto2      |      |
| 2  | TT Assen   | 2014 |